# 头石竹
头石竹（学名：Dianthus barbatus var. asiaticus）为石竹科石竹属下的一个变种。

## 扩展阅读
- 維基物種上的相關：头石竹